# Manuel Apolinario Vásquez
Manuel Apolinario Vásquez (18??-19??) fue un fray católico, fundó junto a José Alberto de Ozamis la Ciudad de Maipú en la provincia argentina de Mendoza.
El 20 de marzo de 1861 sucedió un terremoto que destruyó por completo la Ciudad de Mendoza, era prelado local del convento de Mendoza. 
Habiendo quedado la comunidad sin convento donde habitar y sin templo donde ejercer los actos ministeriales y las funciones religiosas, el reverendo Vásquez, resolvió trasladar la comunidad de su gobierno a Maipú, paraje despoblado no lejos de la ciudad.
A pocos días del terremoto, el Padre Vásquez se aleja de la ciudad en ruinas hacia el Departamento Maipú, donde cuenta con amigos y benefactores, "De aquella visita de fray Vásquez, tan inesperada, surgió una idea. Era la que llevaba ahora desde Maipú a Mendoza, una pequeña comitiva de colonos. Era el 31 de marzo de 1861, 11 días después del terremoto, el padre Vásquez convocó una reunión con Ozamis y expresó su deseo de irse a vivir con ellos a Maipú. Trasladarse con toda su comunidad religiosa. La idea fue acogida con simpatía. Asomaba la perspectiva de vivir en comunidad.
José Alberto de Ozamis, respondió a padre Vásquez que para "echar los cimientos del nuevo plantel, hacia cesión de su capilla privada y que además, donaba cuatro cuadras de terreno a favor del convento y ocho cuadras más, a dividirse en manzanas con sus calles de 10 a 25 varas". (A los pocos días donó 4 cuadras más, por eso en el plano de Pablo Pescara se hace el trazado de la villa en los hechos de Maipú, de la mano de un fraile y un filántropo, aunque sin olvidar que oficialmente, figuraba en el decreto de creación del departamento firmado tres años antes por el gobernador Juan Cornelio Moyano.
Fueron 15 emprendedores hombres que firmaron el acto de fundación de la villa, ese 31 de mayo de 1861 (declarada ciudad por la ley 1495 sancionada en el año 1942).
En Maipú, fray Manuel Apolinario Vásquez, levantó con el tiempo lo que la calamidad del temblor destruyó sin compasión en la Capital Mendocina: iglesia y convento.
Pero no fue solamente esto lo que el padre Vásquez obtuvo y consiguió ya que fue junto con Ozamis los fundadores del pueblo mismo de Maipú alcanzando en 1868 el título de villa. 
El padre Vásquez fue quien como prelado local aceptó una donación por parte de Don José Alberto Ozamis a nombre de la comunidad para edificar una escuela en la localidad de la cual se haría cargo el 29 de enero de 1912. 
Para 1919 Maipú no sólo tendría convento e iglesia sino también escuela primaria, el Colegio Padre Vásquez.